# Франц Йосиф фон Батенберг
Франц Йосиф фон Батенберг е германски принц от рода Батенберг. Той е най-малкият син на принц Александър фон Хесен-Дармщадт и Юлия фон Хауке и е брат на българския княз Александър I Батенберг.
Принц Франц Йосиф пристига в България като млад офицер, част от свитата на брат си княз Александър Батенберг. По време на Сръбско-българската война се бие на фронта в състава на първи конен полк при Три Уши. По време на преврата на русофилите е арестуван заедно с княза и експулсиран. В следващите месеци името му е след спряганите за приемници на българския трон. През 1891 г. защитава докторат върху икономиката на България по време на управлението на брат му. От малък се увлича по науките и за разлика от братята си, които се увличат по армията, Франц-Йосиф показва повече ентусиазъм към академичната кариера. През 1897 г. в Цетине се омъжва за Анна Черногорска, принцеса Петрович-Негошина (1874 − 1971), дъщеря на Черногорския крал Никола I. Женитбата е уредена от Кралица Виктория, за която и двамата са слабост. Нямат потомство. Същата година получава Големия рицарски кръст на Викторианския кралски орден, както и командорски рицарски кръст на Ордена на Банята. До първата световна война живеят в имението Принц-Емил-Гартен до Дармщат. След избухване на войната се местят в Швейцария. Франц-Йосиф е близък приятел с италианския крал Виктор – Емануил Савойски, на когото често гостува.